# Dener Pamplona de Abreu
Dener Pamplona de Abreu (Soure, 3 agosto 1937 – 9 novembre 1978) è stato uno stilista brasiliano, uno dei pionieri della moda in Brasile. Divenne noto per la sua grande rivalità con Clodovil Hernandes.

## Biografia
Iniziò a lavorare a 11 anni, essendo stato assunto in un'importante boutique di Rio, chiamata Casa Canadá; qui dimostrò di essere un enfant prodige, realizzando da solo all'età di 13 un abito per l'indossatrice Danuza Leao, sorella della cantante Nara Leão. Fu subito dopo contattato da Ruth Silveira, titolare di un atelier di moda, dove ebbe modo di perfezionarsi.
Nel 1954 si trasferì a San Paolo per lavorare nella boutique Scarlett. Tre anni dopo, con l'aiuto di Aracy de Almeida e di alcuni amici, aprì il proprio atelier, chiamato Dener Alta-Costura. L'anno seguente vinse due premi per la linea di moda da lui lanciata.
Nel 1963 divenne lo stilista ufficiale della first lady brasiliana Maria Teresa Fontela Goulart.
Nel 1968 fondò la Dener Difusão Industrial de Moda, prima grande griffe della moda brasiliana. Da allora apparve molte volte in programmi televisivi come ospite, ma nello stesso tempo iniziarono i suoi problemi di alcolismo.
Morì nel 1978, per cirrosi epatica. Lasciò un'autobiografia.

## Vita privata
Si sposò due volte. Sua prima moglie fu la modella Maria Stella Splendore, con la quale generò un maschio e una femmina (ma secondo alcune insinuazioni la figlia sarebbe stata in realtà frutto della relazione di Maria Stella con Roberto Carlos Braga). Questo matrimonio, molto tempestoso, si concluse col divorzio. Lo stilista passò quindi a nuove nozze con una sua cliente, ma i due poi si separarono.

## Curiosità
- Nel 1972 partecipò come figurante all'allestimento del dramma religioso Paixão de Cristo de Nova Jerusalém, per la regia di José Pimentel.